# Lưu Liễm Tử
Lưu Liễm Tử (tiếng Trung: 流潋紫; bính âm: Liú Liàn Zǐ, sinh ngày 8 tháng 10 năm 1984 tại thành phố Hồ Châu, tỉnh Chiết Giang, Trung Quốc), tên thật là Ngô Tuyết Lam (tiếng Trung: 吴雪岚), là một tác giả và biên kịch người Trung Quốc. Cô tốt nghiệp trường Đại học Sư phạm tỉnh Chiết Giang, chuyên ngành Hán ngữ văn học.

## Tiểu sử
Năm 2005, cô bắt đầu với nghiệp sáng tác, thường xuyên sáng tác những bộ tiểu thuyết văn xuôi. Năm 2006, cô sáng tác bộ tiểu thuyết nổi tiếng Hậu cung Chân Huyên truyện gần một trăm vạn chữ. Năm 2007 cô tốt nghiệp trường Đại học Sư phạm Chiết Giang với chuyên ngành Hán ngữ văn học.
Năm 2007, cô cho xuất bản bộ tiểu thuyết Hậu Cung Chân Huyên truyện, chiếm được nhiều thiện cảm từ khán giả Trung Quốc lẫn khán giả tại Việt Nam, cùng năm cô nhận được giải thưởng văn học Tencent. Năm 2011, cô đảm nhiệm nhiệm vụ đồng biên kịch cho bộ phim Hậu Cung Chân Hoàn Truyện được chuyển thể từ tiểu thuyết cùng tên. Năm 2013, cô gia nhập hiệp hội nhà văn Trung Quốc. Năm 2017, đảm nhiệm vai trò biên kịch cho bộ phim cung đấu Như Ý Truyện được chuyển thế từ tiểu thuyết Hậu Cung Như Ý Truyện được xuất bản trước đó.
Lưu Liễm Tử là một người sáng sủa hoạt bát (theo báo chí Bắc Kinh bình luận), cô từ trước đến nay hầu như ít xuất hiện trước mặt khán giả, yêu thời trang, thích mua hàng qua mạng, thích du lịch, xem phim điện ảnh, luôn có khát vọng rời xa sự huyên náo của cuộc sống (theo báo Thiên Tân bình luận). Cô là người rất có cá tính, dung mạo đoan chính, tài mạo song toàn, làm người ngay thẳng, nói chuyện cũng không thích vòng vo (theo Kim Hoa nhật báo bình luận).
Đối với khán giả dòng phim thuần cung đấu tại Việt Nam mà nói, Lưu Liễm Tử quả thật là một người rất “thủ đoạn” cùng với sự tài giỏi mới có thể viết ra được hai câu chuyện cung đấu hậu cung đầy mưu mô như Hậu Cung Chân Huyên Truyện và Hậu Cung Như Ý Truyện. Trong bộ phim Như Ý Truyện, những khán giả đã mê cái thuần của cung đấu chắc chắn sẽ không khó nhận ra vị tiểu thuyết gia tài hoa này cũng thủ một vai cameo trong phim với thân phận Phúc tấn của Hàm Thân vương, đẳng cấp của một cameo không phải chỉ lướt ngang ống kính mà còn có thoại, có thể hạ đối thủ của Như Ý – Kim Ngọc Nghiên trước mặt Càn Long Đế, xuất hiện ở tập 48 và 59 trong phim.
Xa hơn một chút, vào năm 2011 trong bộ phim Hậu Cung Chân Hoàn Truyện, cô cũng từng trở thành tú nữ tham gia cuộc tuyển tú vào những năm Ung Chính, xuất hiện chung một khung hình với Chân Hoàn và Thẩm My Trang ở tập 1.

## Tiểu thuyết
| Năm sản xuất | Tên tác phẩm                                     | Tên gốc              | Thể loại                   |
| ------------ | ------------------------------------------------ | -------------------- | -------------------------- |
| Năm 2006     | Có một loại tình yêu, không quan hệ với hôn nhân | 有一种爱, 与婚姻无关 | Tình yêu                   |
| Năm 2006     | Siêu thị tình yêu nghiêm khắc cẩn thận           | 严小心的超市爱情     | Ngôn tình                  |
| Năm 2006     | Áp Giá Dục                                       | 鸭架粥               | Tình yêu hôn nhân gia đình |
| Năm 2007     | Như thể hôm nay, nguyện không hề gặp lại         | 如是今日, 愿不再相见 | Học sinh                   |
| Năm 2007     | Hậu cung Chân Huyên truyện                       | 后宫甄嬛传           | Cung đấu                   |
| Năm 2012     | Hậu cung Như Ý truyện                            | 后宫如懿传           | Cung đấu                   |